# Cernotina verna
Cernotina verna är en nattsländeart som beskrevs av Oliver S. Flint Jr. 1983. Cernotina verna ingår i släktet Cernotina och familjen fångstnätnattsländor. Inga underarter finns listade i Catalogue of Life.